# Abdou Rachid Thiam
Abdou Rachid Thiam est un physicien et biologiste sénégalais, ingénieur diplômé de l'ESPCI.

## Biographie
Il est directeur de recherche au Centre national de la recherche scientifique (CNRS) et à l'École Normale Supérieure de la rue d'Ulm (UMR 8023), où il étudie les mécanismes physiques qui régissent la dynamique des gouttelettes lipidiques dans les cellules et in vitro.
Il est le récipiendaire d'une médaille de bronze du CNRS en 2020.
Thiam est ingénieur de l'ESPCI et docteur de l'Université Pierre et Marie Curie, où ses travaux portaient sur l'étude de la stabilité des émulsions en utilisant la microfluidique. Après son doctorat, il a rejoint l'Université de Yale en 2012 dans le cadre d'une bourse Marie Curie pour mener des recherches postdoctorales dans l'équipe du lauréat du prix Nobel James E. Rothman, avant de démarrer son groupe de recherche au CNRS en 2014.